# Lunesz Gauaui
Lunesz Gauaui (arabul: الوناس قواوي) (Tizi Ouzou, 1977. szeptember 28. –) algériai válogatott labdarúgó.

## Pályafutása a válogatottban
Részt vett a 2002-es és a 2004-es afrikai nemzetek kupáján, valamint a 2010-es labdarúgó-világbajnokságon.

## Statisztika
| Válogatott | Szezon   | Mérkőzés | Gól |
| ---------- | -------- | -------- | --- |
| Algéria    |          |          |     |
| 2001       | 1        | 0        |     |
| 2002       | 8        | 0        |     |
| 2003       | 3        | 0        |     |
| 2004       | 6        | 0        |     |
| 2005       | 2        | 0        |     |
| 2006       | 5        | 0        |     |
| 2007       | 6        | 0        |     |
| 2008       | 9        | 0        |     |
| 2009       | 8        | 0        |     |
| 2010       | 1        | 0        |     |
| Összesen   | Összesen | 49       | 0   |

## Sikerei, díjai
- JS Kabylie
  - Algériai bajnok: 2003–04, 2005–06
  - CAF-kupa: 2000, 2001, 2002